# 巴基斯坦穆斯林联盟（Q）
巴基斯坦穆斯林联盟（Q）（羅馬化：Pākistān Muslim Līg (Qāf)），中文通译巴基斯坦穆斯林联盟（领袖派），是巴基斯坦的一个中间派自由保守主义政党，成立于2002年7月20日，总部位于巴基斯坦首都伊斯兰堡，现任领导人为巴基斯坦前总理乔杜里·舒贾特·侯赛因。

## 历史
巴基斯坦穆斯林联盟（领袖派）源自巴基斯坦穆斯林联盟（谢里夫派）。
1997年巴国大选后，以乔杜里·舒贾特·侯赛因为首的穆盟（谢派）党内的异见派与穆盟（谢派）领导层之间产生政治分歧。1999年10月12日，时任巴陆军总参谋长兼参谋长联席会议主席穆沙拉夫发动军事政变，扣押并逮捕了时任总理、穆盟（谢派）领袖納瓦兹·谢里夫。此后，异见派与穆盟（谢派）领导层产生更大的政治裂痕。
2002年7月20日，异见派人士宣布组建新政党并推出了党纲，乔杜里·舒贾特·侯赛因被任命为党主席。同年11月21日，时任总统穆沙拉夫任命穆盟（领袖派）成员扎法鲁拉·汗·贾迈利为政府总理，该党事实上成为穆沙拉夫政权的一个组成部分。该党还充分利用被总统穆沙拉夫授权的机会，以减少和削弱巴基斯坦民众对纳瓦兹·谢里夫的支持。
2008年8月18日，穆沙拉夫政权垮台后，该党遭受了严重挫折，其部分高级成员加入了穆盟（谢派），而其基层党员则大量流向了巴基斯坦正义运动党。

## 现状
在2013年5月11日举行的巴基斯坦国民议会选举中，巴基斯坦穆斯林联盟（领袖派）仅获得了2个议席。